# Cour-Cheverny

Cour-Cheverny este o comună în departamentul Loir-et-Cher, Franța. În 1 ianuarie 2022 avea o populație de 2.830 de locuitori.